# Feldkirchen (Straubing-Bogen)
Feldkirchen é um município da Alemanha, no distrito de Straubing-Bogen, na região administrativa de Niederbayern, estado de Baviera.